# Thymus pulchellus
Thymus pulchellus — вид рослин родини глухокропивові (Lamiaceae), ендемік північного Кавказу (Росія).

## Опис
Невеликий повзучий напівчагарничок з численними вертикальними трав'янистими пагонами 10-15 см заввишки. Стебла чотиригранні, запушені тільки на ребрах. Цвіте в червні-серпні, плодоносить у липні-вересні.

## Поширення
Ендемік заходу північного Кавказу (Росія).
Число місць знаходжень виду невелика, популяції нечисленні.